# Тунарі (Димбовіца)
Тунарі (рум. Tunari) — село у повіті Димбовіца в Румунії. Входить до складу комуни Бездяд.
Село розташоване на відстані 91 км на північний захід від Бухареста, 23 км на північ від Тирговіште, 59 км на південь від Брашова.

## Населення
За даними перепису населення 2002 року у селі проживали 203 особи, усі — румуни. Усі жителі села рідною мовою назвали румунську.